# Ildikó Enyedi

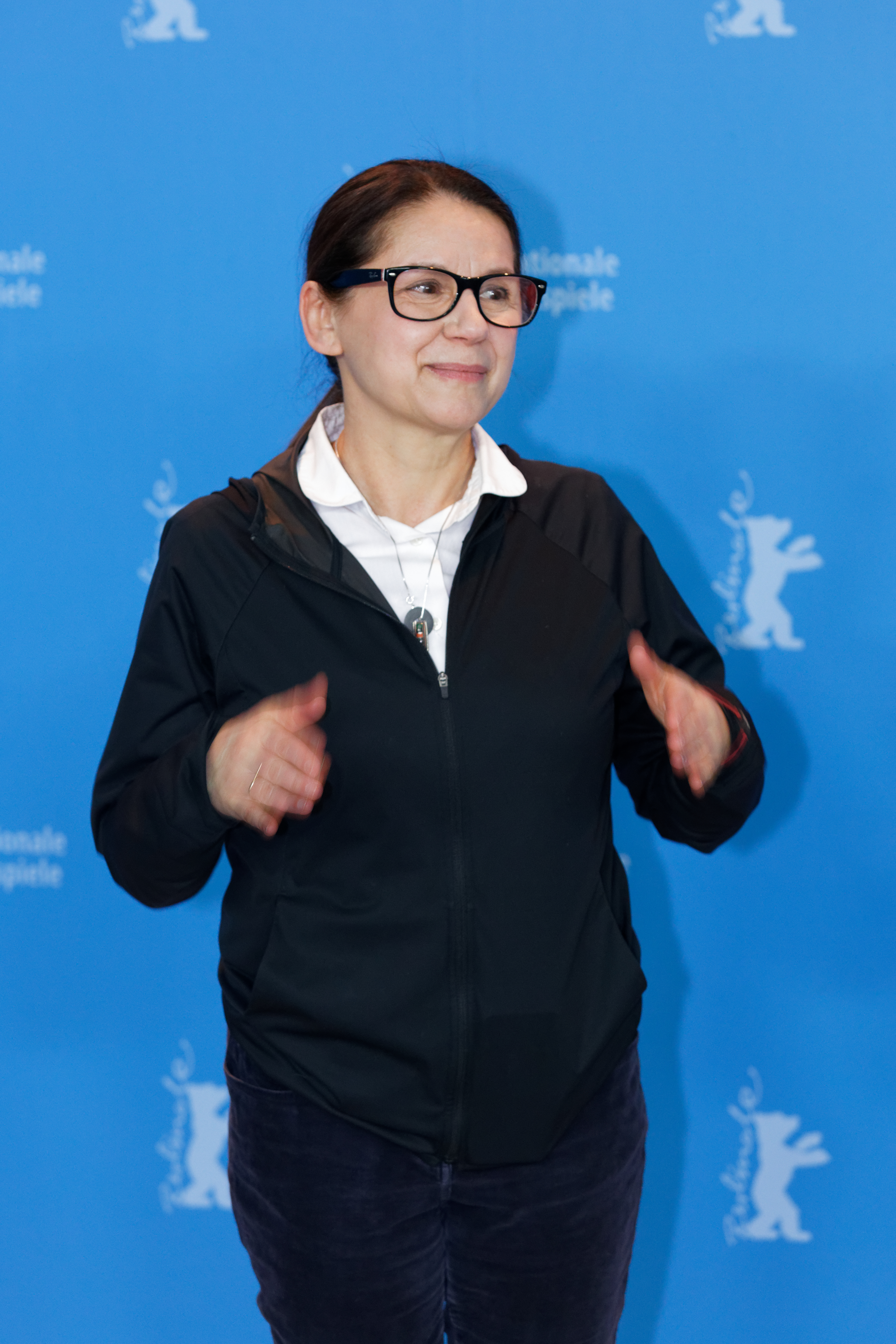
Ildikó Enyedi bei der Berlinale 2017

Ildikó Enyedi anhörenⓘ [ˈildikoː ˈɛɲɛdi] (* 15. November 1955 in Budapest) ist eine ungarische Filmregisseurin und Drehbuchautorin.

## Leben und Werk
Enyedi studierte zunächst Betriebswirtschaft, dann Filmregie in Budapest und Montpellier. Mit ihrem Erstlingsfilm Mein 20. Jahrhundert begeisterte sie 1989 Kritik und Publikum auf dem Filmfestival in Cannes und erhielt die Caméra d’Or für den besten Nachwuchsfilm.
Dieser Film ebenso wie ihre späteren großen Arbeiten, insbesondere Simon Magus und Magic Hunter (eine Variante des „Freischütz“) sind durch eine ganz eigene Mischung von poetischer Leichtigkeit und Melancholie gekennzeichnet.
Für ihren fünften Spielfilm Körper und Seele, ein romantisches Melodram, erhielt Enyedi 2017 den Goldenen Bären der 67. Internationalen Filmfestspiele Berlin. Der Film wurde bei der Oscarverleihung 2018 als bester fremdsprachiger Film nominiert. Körper und Seele beschreibe die Gefahren des professionellen Pragmatismus, der den Menschen in der modernen Gesellschaft von der aufrichtigen Wahrnehmung seines Lebens abhalte, erklärte Enyedi zu den Motiven des Films.
2017 wurde sie in die Academy of Motion Picture Arts and Sciences (AMPAS) aufgenommen, die jährlich die Oscars vergibt. Im selben Jahr wurde Enyedi auch in die Wettbewerbsjury der 74. Internationalen Filmfestspiele von Venedig eingeladen, sowie 2021 in die Jury der 71. Internationalen Filmfestspiele Berlin.
Im Jahr 2021 stellte Enyedi mit Die Geschichte meiner Frau eine Romanverfilmung nach Milán Füst fertig. Für das Historiendrama erhielt sie erstmals eine Einladung in den Wettbewerb um die Goldene Palme des Filmfestivals von Cannes. Zwei Jahre später leitete sie dort die Kurzfilmjury.
Für den Spielfilm Silent Friend (2025) wurde Enyedi eine Einladung in den Hauptwettbewerb des Filmfestivals von Venedig zuteil.
Seit 1989 ist sie mit dem in Ungarn lebenden deutschen Germanisten Wilhelm Droste verheiratet und hat mit ihm zwei Kinder.

## Filmografie

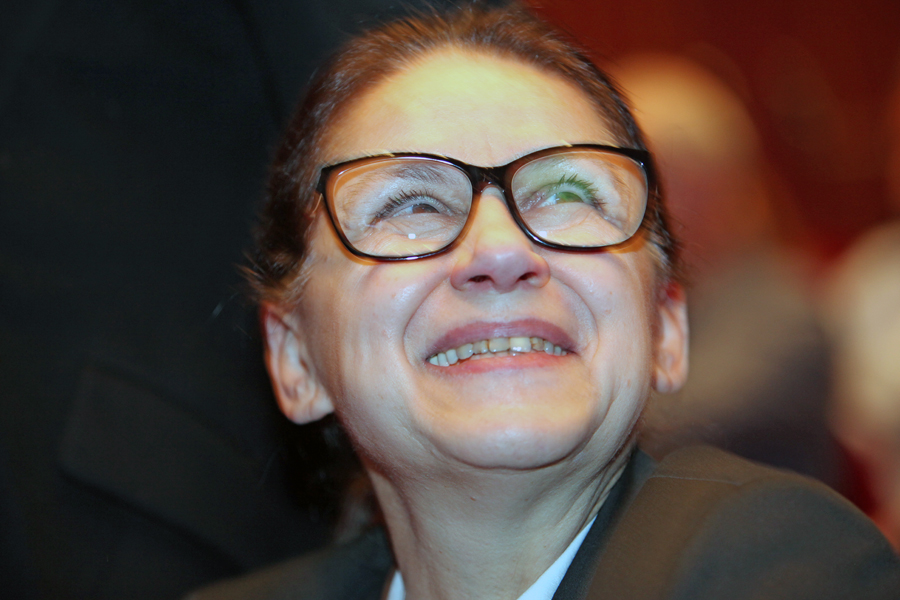
Ildikó Enyedi 2017 in Thessaloniki

- 1989: Mein 20. Jahrhundert (Az én XX. századom)
- 1994: Freischütz – Magic Hunter (Bűvös vadász)
- 1997: Winterliebe (Tamás és Juli)
- 1999: Simon mágus
- 2004: Európából Európába 8 (Kurzfilm)
- 2008: Első szerelem (Kurzfilm)
- 2012–2014: Terápia (Fernsehserie)
- 2017: Körper und Seele (Testről és lélekről)
- 2021: Die Geschichte meiner Frau (The Story of My Wife)
- 2025: Stille Freundin (Silent Friend)